# The Ting Tings
The Ting Tings é um dueto britânico formado em 2004. Foram lançados 4 singles pela Columbia Records e o single "That's Not My Name" atingiu a primeira posição no UK Singles Chart em 18 de Maio de 2008. O álbum We Started Nothing foi lançado em 19 de Maio de 2008 e também atingiu a primeira posição no Reino Unido.

## Integrantes
- Katie White – vocal, guitarra, bumbo, baixo e caneca
- Jules de Martino – bateria, guitarra, baixo, vocal e piano

## Discografia
Álbuns de estúdio
- 2008: We Started Nothing
- 2012: Sounds from Nowheresville
- 2014: Super Critical

Singles
- 2007: "Fruit Machine" – We Started Nothing
- 2008: "Great DJ" – We Started Nothing
- 2008: "That's Not My Name" – We Started Nothing
- 2008: "Shut Up and Let Me Go" – We Started Nothing
- 2009: "We Walk" – We Started Nothing
- 2010: "Hands" – Sounds from Nowheresville
- 2011: "Hang It Up" – Sounds from Nowheresville
- 2012: "Silence" – Sounds from Nowheresville
- 2012: "Hit Me Down Sonny" - Sounds from Nowheresville
- 2024: "Down" - Meadow
- 2024: "Danced On The Wire" - Meadow

## Prêmios
MTV Video Music Awards 2008
- Videoclipe do Ano - "Shut Up and Let Me Go" - indicado
- Melhor Videoclipe Britânico - "Shut Up and Let Me Go" - venceu

Vodafone Live Music Awards 2008
- Atuação Ao Vivo - venceu

BT Digital Music Awards 2008
- Melhor Artista Pop - indicado

Q Awards 2008
- Melhor Artista Revelação - indicado
- Melhor Música - "That's Not My Name" - indicado
- Melhor Videoclipe - "That's Not My Name" - indicado

MTV Europe Music Awards 2008
- Melhor Artista Britânico - indicado

UK Festival Music Awards 2008
- Festival Pop Act - venceu
- Melhor Artista Revelação - venceu
- Hino do Verão - venceu

mtvU Woodie Awards 2008
- Melhor Performance - indicado

Nickelodeon UK Kids Choice Awards 2008
- Música Favorita - indicado

BRIT Awards 2009
- Melhor Artista Britânico - indicado
- Melhor Álbum Britânico - We Started Nothing - indicado

NME Awards 2009
- Melhor Música - "That's Not My Name" - indicado

MTV Australia Awards 2009
- Melhor Artista - indicado

Ivor Novello Awards 2009
- Melhor Álbum - venceu
- Melhor Canção Contemporânea - indicado

Border Breakers Awards
- Melhor Álbum - We Started Nothing - venceu

Grammy Awards 2010
- Artista Revelação - indicado